# Сганарель

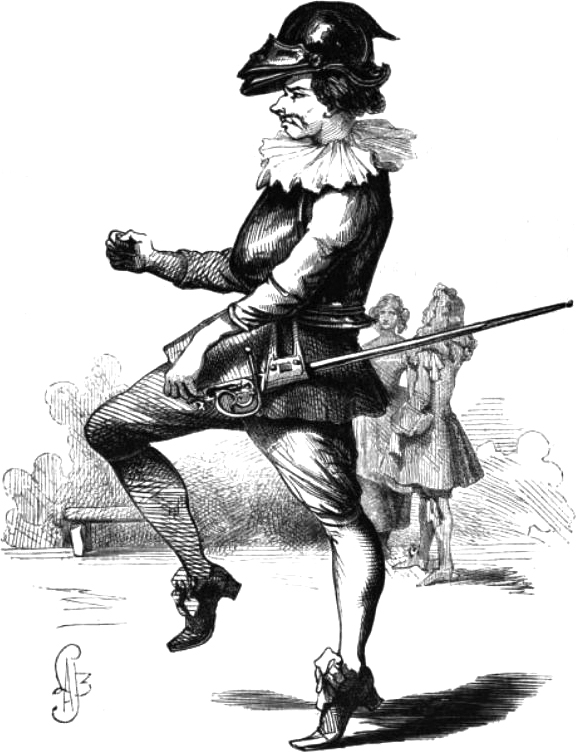
Сганарель із п'єси «Сганарель, або Уявний рогоносець», мал. 1850 року

Сганарель (фр. Sganarelle) — дійова особа в амплуа простака низки театральних п'єс відомого французького комедіографа Жана-Батиста Поклена (Мольєра):
- У «Летючому лікарі» (1654) Сганарель — головний персонаж, слуга Валера, закоханого в Люсіль; він примудряється миттєво змінювати костюми лікаря та слуги, щоб допомогти весіллю Валера та Люсілі[1];
- У «Сганарелі, або Уявному рогоносці» (1660), найуспішнішій п'єсі Мольєра за його життя, Сганарель — паризький буржуа, який звинувачує свою дружину у зраді з молодим Лелієм;
- У «Дон Жуані» (1665) Сганарель — слуга Дон Жуана, виходець з народу;
- У «Школі чоловіків» (1661) Сганарель — вихователь Ізабелли, з якою хоче одружитися[2][3];
- У «Шлюбі мимоволі» (1664) Сганарель — старий, який просить поради, одружитися чи ні, у свого друга Жеронімо;
- У комедії-балеті «Любов-цілителька» (1665) Сганарель проти шлюбу своєї дочки Люсінди з Клітандром;
- У «Лікарі мимоволі» (1666) Сганарель — дроворуб-п'яниця, чоловік Мартіни, що видає його за відомого лікаря з чудасії, якого треба побити, щоб змусити лікувати.

Костюм Сганареля, схожий на костюм Скарамуша, червоний або жовто-зелений, як у «короля папуг».

### В українській літературі
У жартівливій п'єсі Леся Подерв'янського Сганарель (Зганарель) — шофер петлюрівського осавула Дон Жуана.